# Anthemideae
Az Anthemideae az őszirózsafélék családjába tartozó egyik nemzetségcsoport.

## Rendszerezés
A nemzetségcsoportba az alábbi alnemzetségcsoportok és nemzetségek tartoznak:
- Artemisiinae alnemzetség
  - Artemisia (üröm)
- Gonosperminae alnemzetség
  - Gonospermum
  - Hippia (nemzetség)
  - Inulanthera
  - Lugoa

### Be nem sorolt nemzetségek
- Aaronsohnia
- Achillea (cickafark)
- Ajania
- Anacyclus
- Anthemis
- Argyranthemum
- Athanasia
- Castrilanthemum
- Chamaemelum
- Chlamydophora
- Chrysanthemum (krizantém)
- Chrysanthoglossum
- Cladanthus
- Coleostephus
- Cotula
- Crossostephium
- Cymbopappus
- Endopappus
- Eriocephalus
- Eumorphia
- Filifolium
- Glebionis
- Glossopappus
- Gymnopentzia
- Heliocauta
- Heteranthemis
- Heteromera
- Hippolytia
- Hymenolepis
- Hymenostemma
- Ismelia
- Kaschgaria
- Lasiospermum
- Lepidolopha
- Lepidophorum
- Leptinella
- Leucanthemella
- Leucanthemopsis
- Leucanthemum
- Lidbeckia
- Lonas
- Matricaria (székfű)
- Mauranthemum
- Mecomischus
- Microcephala
- Nipponanthemum
- Nivellea
- Oncosiphon
- Osmitopsis
- Otanthus
- Otospermum
- Pentzia
- Phalacrocarpum
- Phymaspermum
- Plagius
- Prolongoa
- Pseudohandelia
- Rhetinolepis
- Rhodanthemum
- Santolina
- Schistostephium
- Seriphidium
- Soliva
- Sphaeromeria
- Tanacetum
- Tripleurospermum (ebszékfű)
- Ursinia